# Хольмгрен, Нильс
Нильс Хольмгрен (англ. Nils Frithiof Holmgren, 1877—1954) — шведский зоолог и сравнительный анатом. Был профессором зоологии в Стокгольмском университете с 1921 по 1944 год. В 1929 году был избран членом Шведской королевской академии наук.

## Биография
Нильс Хольмгрен родился 28 сентября 1877 года в Стокгольме. Он был сыном профессора Хьялмара Хольмгрена и братом Эрика и Андерса Хольмгренов. С 1906 года был женат на Карин Фьелльбек-Хольмгрен.
В 1906 году Хольмгрен защитил докторскую диссертацию в Стокгольмском университете. В 1912 году он стал там преподавателем, в 1919 году — ассистентом профессора зоологии, а в 1921 году — полным профессором. Его ранние работы были посвящены биологии, систематике и анатомии насекомых, особенно термитов, как в Studien über südamerikanische Termiten (1906) и Termitenstudien (1909—1912). В более поздних работах он сосредоточился на строении мозга червей, членистоногих и позвоночных, опубликовав Vergleichende Anatomie des Gehirns (1916) (Сравнительная анатомия мозга), Zur Anatomie des Gehirns von Myxine (1919), Zur Anatomie und Histologie des Vorder- und Zwischenhirns der Knochenfiske (1920), Points of view concerning forebrain morphology in lower vertebrates (1922), совместно с C. J. van der Horst «Contribution to the morphology of the brain» (1925) и «Точки зрения на морфологию переднего мозга у высших позвоночных» (1925). Эти работы сделали его мировым экспертом по нервной системе низших позвоночных. Более поздние работы были посвящены исследованию хрящей у низших позвоночных. С 1920 года Хольмгрен, совершивший в 1904—1905 годах исследовательскую поездку в Боливию и Перу, был издателем журнала Acta Zoologica. В 1929 году Хольмгрен был избран членом Шведской королевской академии наук.
В его честь назван новый вид жуков Epilachna holmgreni (Weise, 1926) (Coccinellidae).

## Труды
- Holmgren, N. 1916. Zur vergleichenden Anatomie des Gehirns von Polychaeten, Onychophoren, Xiphosuren, Arachniden, Crustaceen, Myriopoden und Inseckten. Vorstudien zu einer Phylogenie der Arthropoden. Kungliga Svenska Vetenskapsakademiens handlingar, 56: 1—303, 12 pls.